# Eleições no Brasil
As eleições no Brasil são realizadas, tradicionalmente, em anos pares, alternando-se entre eleições gerais (presidente, governadores, deputados federais, estaduais e senadores) e eleições municipais (prefeitos e vereadores). Os mandatos de vereadores, prefeitos, deputados estaduais, deputados federais, governadores e do presidente da República duram, atualmente, quatro anos; o dos senadores dura oito anos.
Uma proposta de reforma eleitoral, aprovada em 2025 pela Comissão de Constituição e Justiça (CCJ) do Senado, prevê a unificação das eleições e o aumento dos mandatos para cinco anos, com o fim da reeleição para cargos do Executivo, com validade a partir das eleições de 2028 (prefeitos) e 2030 (presidente e governadores).

## História

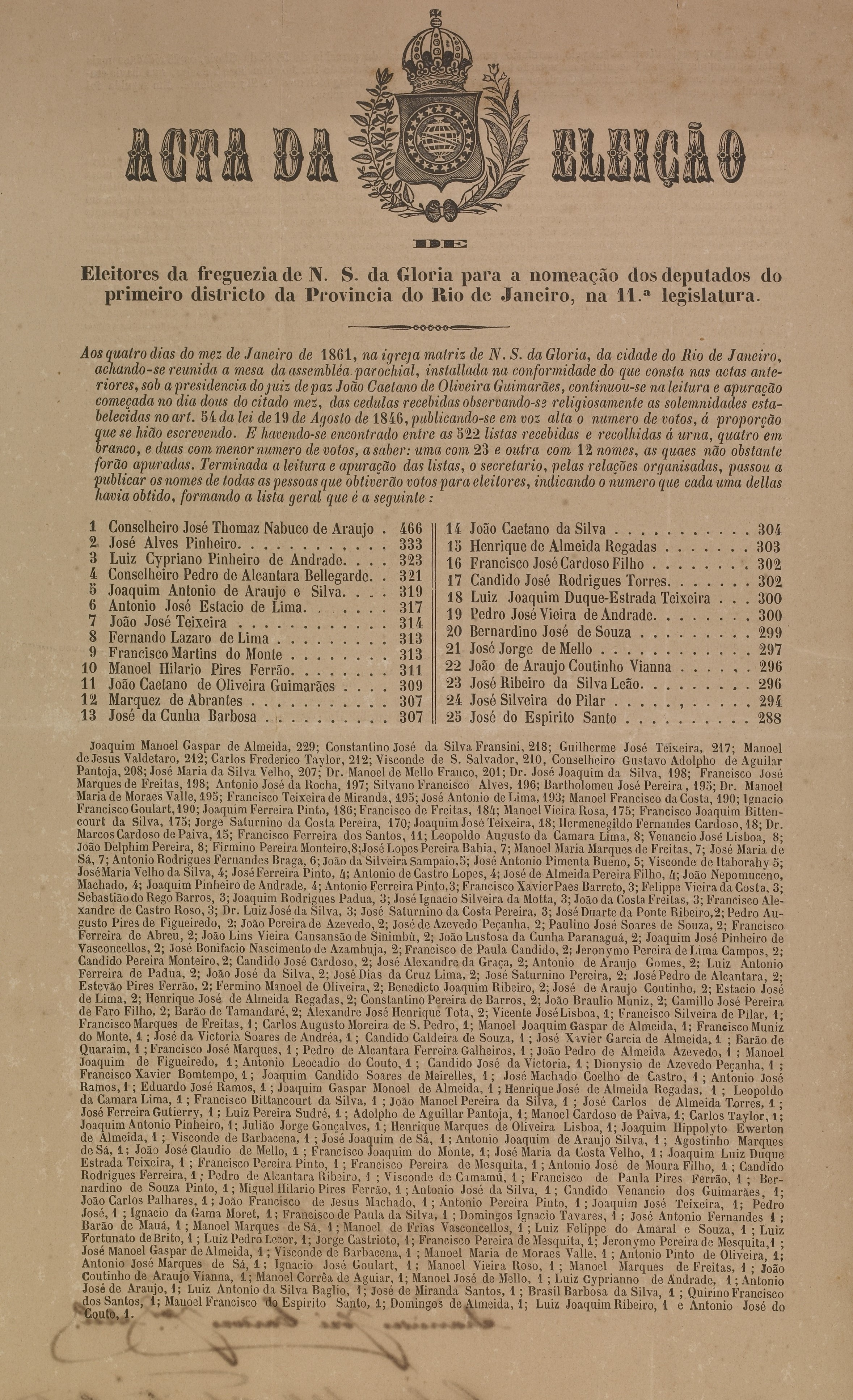
Ata da eleição da freguesia de Nossa Senhora da Glória, para a nomeação dos deputados do primeiro distrito da Província do Rio de Janeiro para a 11.ª legislatura (1861-1864). Arquivo Nacional.

As eleições são realizadas no país a nível local desde o século XVI, sendo o corpo eleitoral alargado com o passar da evolução histórica:[carece de fontes?] os homens adultos, acima de 21 anos, independentemente de renda, somente com o advento da República; as mulheres, somente a partir de 1932; os analfabetos, e maiores de 16 anos, somente a partir da Constituição de 1988.
O voto também é secreto desde 1932, com a edição do Código Eleitoral brasileiro, que vem sendo periodicamente revisado, e regulamenta todo o procedimento, desde o alistamento dos eleitores, até a contagem dos votos, a fiscalização e participação dos partidos, a propaganda e os crimes eleitorais. Da mesma data é a criação da Justiça Eleitoral, cujo órgão máximo é o Tribunal Superior Eleitoral (TSE) que organiza, dirige e coordena as eleições. O código atual corresponde à lei n.º 4.737/1965, além da chamada Lei das Eleições n.º 9.504/1997.
O Brasil já teve eleições indiretas, no Império; na República, algumas eleições presidenciais e estaduais foram indiretas, com o Congresso servindo de Colégio Eleitoral (1891, 1933, 1964, 1966), ou mesmo um Colégio Eleitoral formado a partir do Congresso, no restante do período militar, até a eleição de Tancredo Neves, em 1985. De 1966 até 1982, as eleições para governador também foram indiretas.
As estâncias hidrominerais, municípios em área de segurança nacional e capitais das unidades federativas voltaram a ter eleições diretas a partir de 1985, com regularidade até hoje, a cada quatro anos, a partir de 1988.
A partir de 1950 se utiliza uma cédula única, para marcar ou escrever o nome ou número dos candidatos, depositadas em urnas manuais. Foi na década de 1980 que surgiu a ideia de conceber uma máquina de votar para ser utilizada nos pleitos eleitorais brasileiro. Uma ideia consolidada no ano de 1990 e implementada em 1991 com a construção da primeira urna eletrônica brasileira, e com o primeiro pleito oficial utilizando voto eletrônico no Brasil.

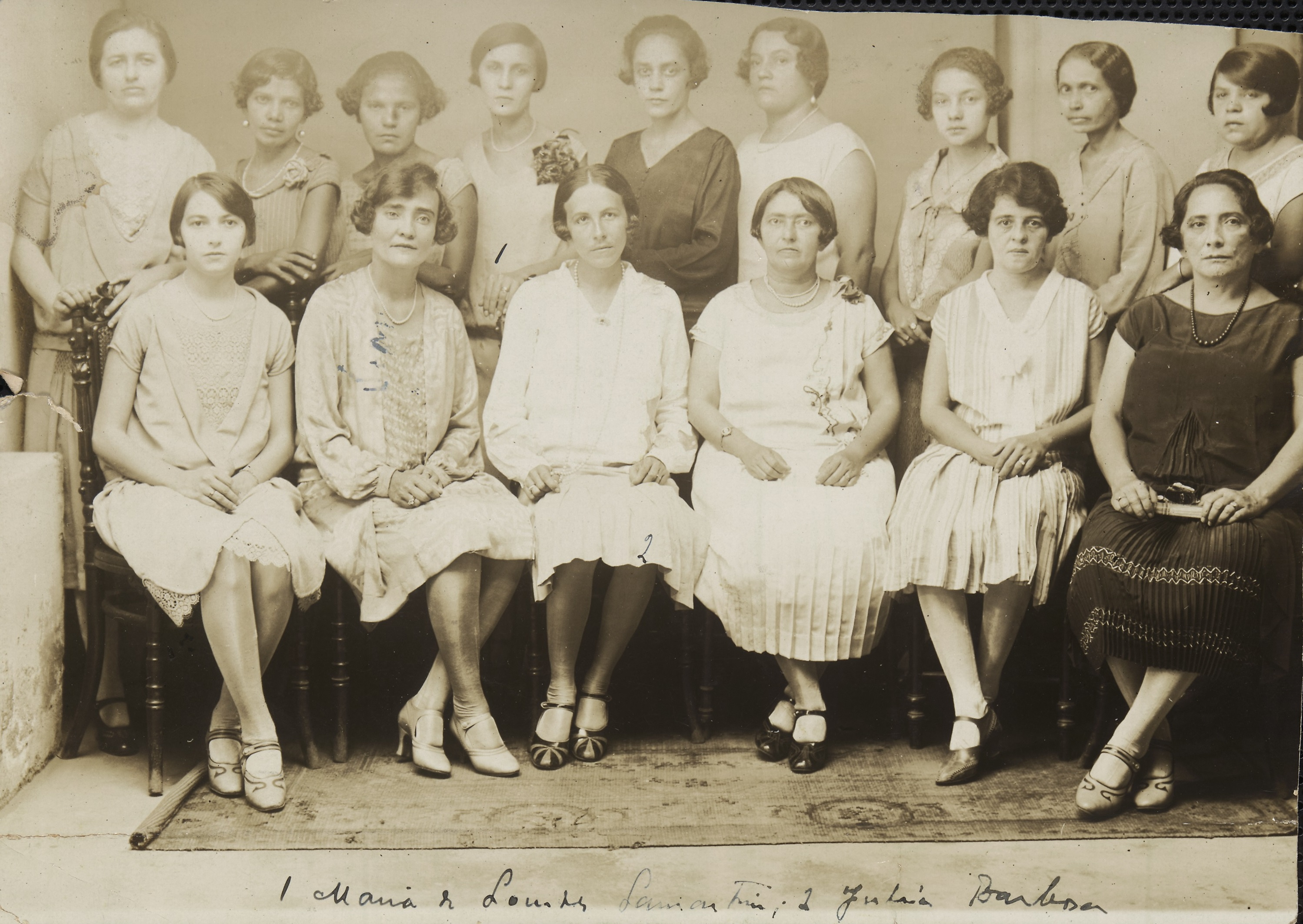
Primeiras eleitoras do Brasil, Natal, Rio Grande do Norte, 1928. Arquivo Nacional

A partir de 1996, o TSE iniciou a implantação do voto eletrônico no país utilizando a urna eletrônica brasileira, integrada a um sistema informatizado. Desde então, o TSE vem aprimorando esta tecnologia, sendo que em 2012 implantou a urna eletrônica com reconhecimento biométrico das digitais do eleitor. Atualmente a votação eletrônica é utilizada em todo o Brasil.
As eleições federais (presidente, senadores e deputados federais) atualmente coincidem com as estaduais (governadores e deputados estaduais). Desde 1988, as eleições municipais (que escolhem prefeitos e vereadores) são sempre realizadas dois anos antes e depois das eleições federais.
Na história do país, só houve dois casos de eleições que foram invalidadas por excesso de votos nulos: Em Bom Jesus do Itabapoana e em Santo Antônio de Pádua, ambas no ano de 2008.

## Sistema eleitoral
A legislação brasileira determina que todas as eleições ocorram no primeiro domingo de outubro dos anos em que serão realizadas, no horário das 8 horas até as 17 horas.

### Executivo
Para eleição de presidente, governador de estado e prefeito do município o executivo utiliza o sistema de maioria simples; e se nenhum dos candidatos obtiverem mais da metade dos votos, a votação segue para segundo turno; se persistir o empate (ou no caso dos municípios em que não há segundo turno), é levado em consideração a idade dos candidatos, e o mais velho é eleito.

#### Segundo turno
As eleições em dois turnos foram introduzidas pela Constituição de 1988. Para eleições de presidente, governador e prefeito cidades com mais de 200 mil eleitores, caso o vencedor não tenha atingido a maioria absoluta dos votos válidos (total de votos excluídos os votos brancos e nulos) é feito um segundo turno entre os 2 primeiros colocados.
Como exemplo, tomemos o primeiro turno das eleições de 2006 para governador do estado do Acre:
- Eleitores aptos: 412.840
  - Abstenções: 78.422 (19,0%)
- Compareceram para votação do primeiro turno: 334.418 (81,0%)
  - Votos nulos: 17.792 (5,32%)
  - Votos em branco: 3.805 (1,14%)
  - Votos válidos: 312.821 (93,54%)
- Candidato Binho Marques: 165.961 (53,05% dos votos válidos) foi eleito, porém, considerando-se os todos os votos, teríamos 49,63%, ou seja, haveria segundo turno

### Legislativo
Para o senado federal é utilizado o sistema de eleição majoritária em turno único.
Para deputados federais, deputados estaduais e vereadores é utilizado o sistema de lista aberta em representação proporcional por partido, por meio de um método que guarda algumas semelhanças ao método D'Hondt.

#### Regras eleitorais de 1930

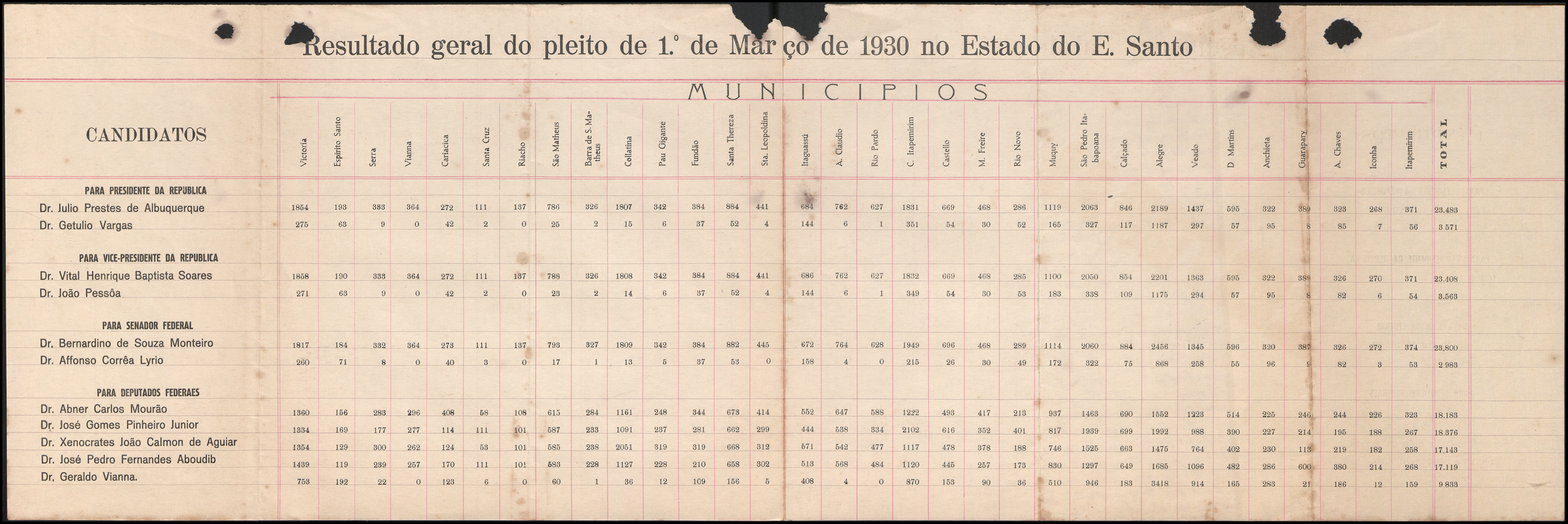
Tabela de Resultado Geral do pleito de 1º de março de 1930 no Estado do Espírito Santo. APESP

Com a ascensão de Getúlio Vargas ao poder em 1930 e a necessidade de enfraquecer o coronelismo, que tirava vantagem do sistema de votação distrital e ausência na sigilosidade do voto, o Código Eleitoral criado em 1932 introduz o sistema de voto proporcional, mas estabelecendo um sistema mais simples do que o método D'Hondt, através dos seguintes termos:
- Determina-se o quociente eleitoral, dividindo o número de eleitores que concorreram à eleição pelo número de lugares a preencher no círculo eleitoral, desprezada a fração.
- Determina-se o quociente partidário, dividindo, pelo quociente eleitoral, o número de votos emitidos em cédulas sob a mesma legenda, desprezada a fração.

#### Reforma eleitoral de 2015
O debate sobre a Urna eletrônica com voto impresso foi foco de atrito entre Dilma e congresso nessa época. Para resolver o problema do não preenchimento de cadeiras devido às "sobras", a legislação brasileira optou por trazer a seguinte solução, dada pela Lei n.º 13.165, de 2015:
Os lugares não preenchidos com a aplicação dos quocientes partidários e em razão da exigência de votação nominal mínima a que se refere o art. 108 serão distribuídos de acordo com as seguintes regras:
I - dividir-se-á o número de votos válidos atribuídos a cada partido ou coligação pelo número de lugares definido para o partido pelo cálculo do quociente partidário do art. 107, mais um, cabendo ao partido ou coligação que apresentar a maior média um dos lugares a preencher, desde que tenha candidato que atenda à exigência de votação nominal mínima;
II - repetir-se-á a operação para cada um dos lugares a preencher;
III - quando não houver mais partidos ou coligações com candidatos que atendam às duas exigências do inciso I, as cadeiras serão distribuídas aos partidos que apresentem as maiores médias (divisão do total de votos válidos de cada  votos que seja igual ou superior a 10% do valor do quociente eleitoral (QE).
Segundo esta regra (art. 148, parágrafo único da Resolução TSE n.º 23.456/2015), “estarão eleitos, entre os candidatos registrados por um partido ou coligação que tenham obtido votos em número igual ou superior a dez por cento do quociente eleitoral, tantos quantos o respectivo quociente partidário indicar, na ordem da votação nominal que cada um tenha recebido”.
Entre as consequências dessa inovação estão as seguintes:
- Um candidato não será eleito se o total de votos recebidos não corresponder a, pelo menos, 10% do QE;
- Candidatos que tenham recebido poucos votos somente serão beneficiados pelos chamados “puxadores de voto” se seus votos tiverem alcançado os 10% do QE.

Por exemplo, vamos supor que o QE seja 100, um partido tenha direito a 2 vagas e o primeiro candidato da lista desse partido tenha recebido 11 votos e, o segundo, 9 votos. Vale lembrar que, para ser eleito, o candidato deve estar colocado dentro das vagas disponíveis para o partido (neste caso, duas vagas), e o número de votos obtidos por ele deve corresponder a, pelo menos, 10% do QE (que foi de 100). Nessa situação hipotética, apenas o primeiro da lista do partido será eleito, já que os votos recebidos pelo segundo não alcançam 10% do total do QE (que seriam 10 votos). Dessa forma, apesar de o partido ter direito a duas vagas, apenas uma será preenchida por candidatos daquela legenda.

#### Reforma eleitoral de 2017
A Lei nº13.488/2017 determinou que todos os partidos que participarem do pleito poderão concorrer à distribuição dos lugares não preenchidos com a aplicação do quociente partidário. Pela regra anterior, apenas os partidos que alcançaram o quociente eleitoral podiam concorrer a essas vagas. A nova regra abriu a possibilidade para a participação de partidos com votações menores.

#### Reforma eleitoral de 2021
A lei nº14.211/2021 alterou novamente a regra de distribuição dos lugares não preenchidos com a aplicação do quociente partidário. Pela nova regra, que vigorou para as eleições de 2023, esses lugares apenas poderão ser distribuídos aos partidos que obtiverem pelo menos 80% do quociente eleitoral e os candidatos que tenham obtido mais de 20% desse quociente.

#### Proposta de reforma eleitoral de 2025
Em maio de 2025, a Comissão de Constituição e Justiça (CCJ) do Senado aprovou a PEC 12/2022, que propõe uma ampla reforma no sistema eleitoral brasileiro. O texto prevê mandatos de cinco anos para todos os cargos eletivos do Executivo e do Legislativo; fim da reeleição para cargos do Executivo, incluindo presidente da República, governadores e prefeitos; e unificação das eleições em um único pleito nacional a cada cinco anos, a partir de 2034. Caso seja aprovada, a reforma deve entrar em vigor gradualmente: prefeitos eleitos em 2028 e presidentes e governadores em 2030 já não poderão ser reeleitos e terão mandatos de cinco anos. No entanto, até o momento, a proposta ainda não foi votada em plenário no Senado. Para ser promulgada, precisa ser aprovada em dois turnos tanto no Senado quanto na Câmara dos Deputados.

## Regras eleitorais
As atuais regras eleitorais, instituídas na minirreforma eleitoral de 2015 e 2017, são as seguintes:

### Registro de candidatura
Quem pretende concorrer aos cargos eletivos deve estar filiar a um partido político seis meses antes da data das eleições. O mesmo prazo é dado para obtenção junto à Justiça Eleitoral do registro dos estatutos dos partidos políticos que pretendem entrar na disputa.
O TSE receberá o requerimento de candidatos a presidente e vice-presidente da República, e os tribunais regionais eleitorais (TREs) o requerimento de candidatos a governador e vice-governador, senador e respectivos suplentes, deputado federal e deputado estadual ou distrital. A Justiça Eleitoral julgará todos os pedidos de registro de candidatos.

### Gastos de campanha
Valores correspondentes à eleição de 2018:
- Presidente da República: teto de R$ 70 milhões em despesas de campanha. Em caso de segundo turno, o limite será de R$ 35 milhões.
- Governador: limite de gastos entre R$ 2,8 milhões e R$ 21 milhões, fixado de acordo com o número de eleitores de cada estado, apurado no dia 31 de maio de 2018.
- Senador: limite de gastos entre R$ 2,5 milhões e R$ 5,6 milhões, fixado conforme o eleitorado de cada estado, também apurado na mesma data.
- Deputado federal: teto de R$ 2,5 milhões.
- Deputado estadual ou deputado distrital: limite de gastos de R$ 1 milhão.

### Arrecadação
Somente pessoas físicas poderão fazer doações eleitorais até o limite de 10% dos seus rendimentos brutos verificados no ano anterior à eleição. As doações eleitorais de pessoas jurídicas foram proibidas pelo Supremo Tribunal Federal (STF) em 2015. É permitido o uso de financiamento coletivo (crowdfunding), a chamada "vaquinha", para arrecadar recursos de campanha. As instituições que trabalham com esse financiamento coletivo poderão arrecadar previamente, a partir de 15 de maio do ano eleitoral, recursos para os pré-candidatos que as contratar. As entidades arrecadadoras terão de fazer cadastro na Justiça Eleitoral.

### Fundo eleitoral
Os partidos terão a disposição um fundo eleitoral composto por recursos públicos; em 2018 este fundo compreende R$ 1,7 bilhão. Cada partido precisará ter ao menos 1,5% dos votos válidos nacionais a deputado federal para ter acesso ao fundo partidário e a tempo gratuito no rádio e na TV.

### Pesquisas eleitorais
A partir do dia 1.º de janeiro do ano da eleição os institutos de pesquisas de opinião pública ficam obrigados a registrar junto à Justiça Eleitoral suas pesquisas relativas às eleições ou aos possíveis candidatos.
A realização de enquetes relacionadas ao processo eleitoral terá um prazo limite determinado pelo TSE. Vale lembrar que enquete é a simples coleta de opiniões de eleitores sem nenhum controle de amostra e sem a utilização de método científico para sua realização. Esse tipo de consulta informal depende apenas da participação espontânea do interessado.

### Propaganda eleitoral
É permitida a realização de propaganda eleitoral, como comícios, carreatas, distribuição de material gráfico e propaganda na Internet (desde que não paga), entre outras formas. A propaganda eleitoral gratuita no rádio e na televisão teve seu período fixado em 35 dias.

### Debates e comícios
Os debates no rádio e na televisão só poderão ser realizados até 3 dias antes das eleições, admitida a extensão do debate cuja transmissão se inicie nesta data e se estenda até as 7 horas do dia seguinte. No terceiro dia antes das eleições também termina a propaganda política mediante reuniões públicas ou promoção de comícios, com exceção dos que forem encerramento de campanha, que poderão ser prorrogados por mais duas horas.

### Material gráfico e carreata
Um dia antes do pleito é a data-limite para que seja feita a distribuição de material gráfico e a promoção de caminhada, carreata, passeata ou carro de som que transite pela cidade divulgando jingles ou mensagens de candidatos.
A véspera do pleito também é o último dia para o TSE divulgar comunicados, boletins e instruções ao eleitorado, via emissoras de rádio e de televisão, podendo ceder parte desse tempo para utilização dos TREs.

### Agentes públicos
Três meses antes das eleições, os agentes públicos ficam proibidos de praticar várias condutas, entre as quais: nomear, contratar ou de qualquer forma admitir, demitir sem justa causa, suprimir ou readaptar vantagens, ou por outros meios dificultar ou impedir o exercício funcional e, ainda, remover, transferir ou exonerar servidor público, ressalvados os casos de: nomeação ou exoneração de cargos em comissão e designação ou dispensa de funções de confiança; nomeação para cargos do poder Judiciário, do Ministério Público, dos Tribunais ou Conselhos de Contas e dos órgãos da Presidência da República; nomeação dos aprovados em concursos públicos homologados até três meses antes das eleições; nomeação ou contratação necessária à instalação ou ao funcionamento inadiável de serviços públicos essenciais, com prévia e expressa autorização do chefe do Poder Executivo; transferência ou remoção de militares, de policiais civis e de agentes penitenciário.
Também ficam proibidos de realizar transferência voluntária de recursos da União aos estados e municípios e dos estados aos municípios, ressalvados os recursos destinados a cumprir obrigação formal preexistente para execução de obra ou de serviço em andamento e com cronograma prefixado e os destinados a atender situações de emergência e de calamidade pública.
Ainda são vedadas, a partir dessa data, a realização de inaugurações e a contratação de shows artísticos pagos com recursos públicos.

## Infraestrutura e processo

### Urna eletrônica

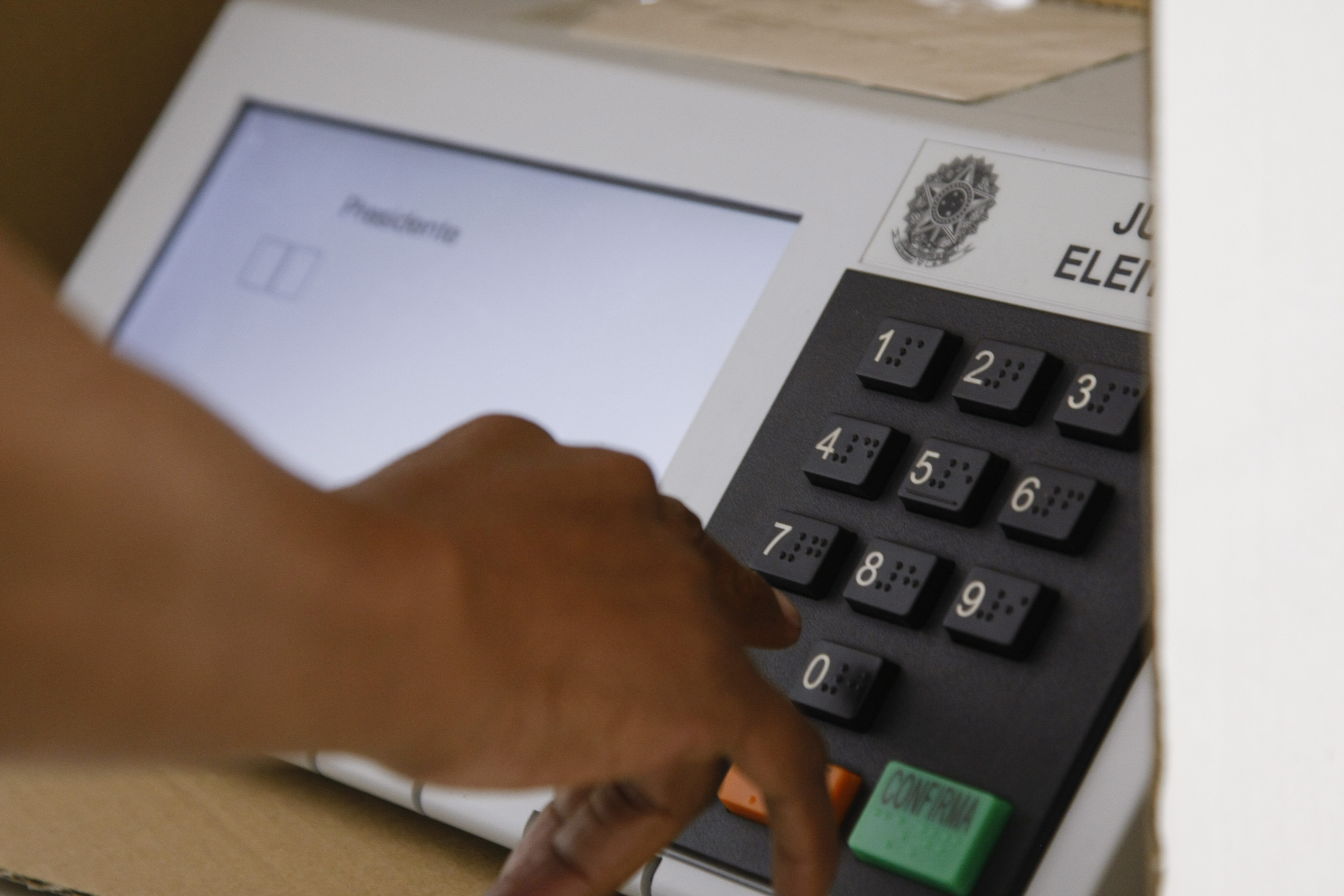
Eleitor usando um coletor eletrônico de voto na Asa Sul, Brasília, durante as eleições de 2014

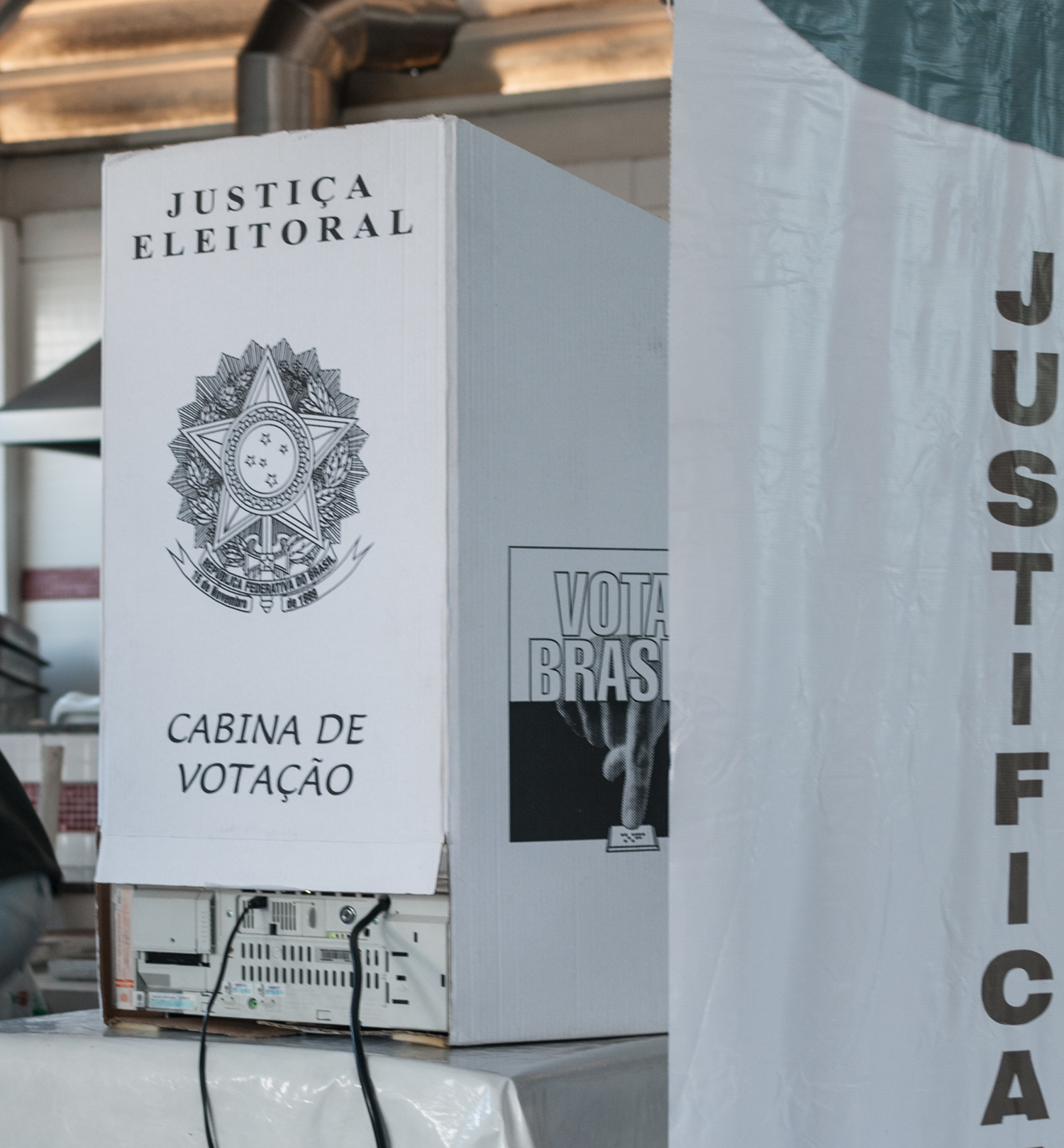
Cabines de votação

A urna eletrônica consiste num microcomputador onde são gravados os votos dos eleitores sem que haja a sua identificação. A urna está ligada a um microterminal onde os convocados pela Justiça Eleitoral anotam o número dos títulos eleitorais dos eleitores regulares, liberando-os para os votos, ficando  registrado no sistema do microterminal a sua presença às eleições. Além disso, através do microterminal, é feita a inclusão das justificativas dos eleitores que não se encontram em seu domicílio eleitoral para votar.
Tal sistema facilita o trabalho dos servidores e dos convocados a trabalhar no pleito, pois ao final, os disquetes das urnas eletrônicas são enviados para apuração.
No final do pleito, é impresso pelos mesários o boletim de urna, o qual lista os votos daquela sessão, e que deve ser comparado pelos mesários com o caderno de votação, a quantidade de votos. Este boletim de urna pode ser usado também quando de uma falha no disquete armazenador dos votos, para recontagem dos votos da seção. A ausência de votos antes do início dos trabalhos eleitorais é atestada a partir da zerésima (documento emitido pela urna no início na eleição e que indica que a mesma não possui votos).
Na maioria das pesquisas de boca de urna são feitas logo que o eleitor sai de seu local de votação. Facilita na hora que o eleitor fica sabendo qual dos candidatos está na frente, na apuração dos votos. A boca de urna é divulgada pelas principais redes de televisão aberta[carece de fontes?].

### Justiça eleitoral

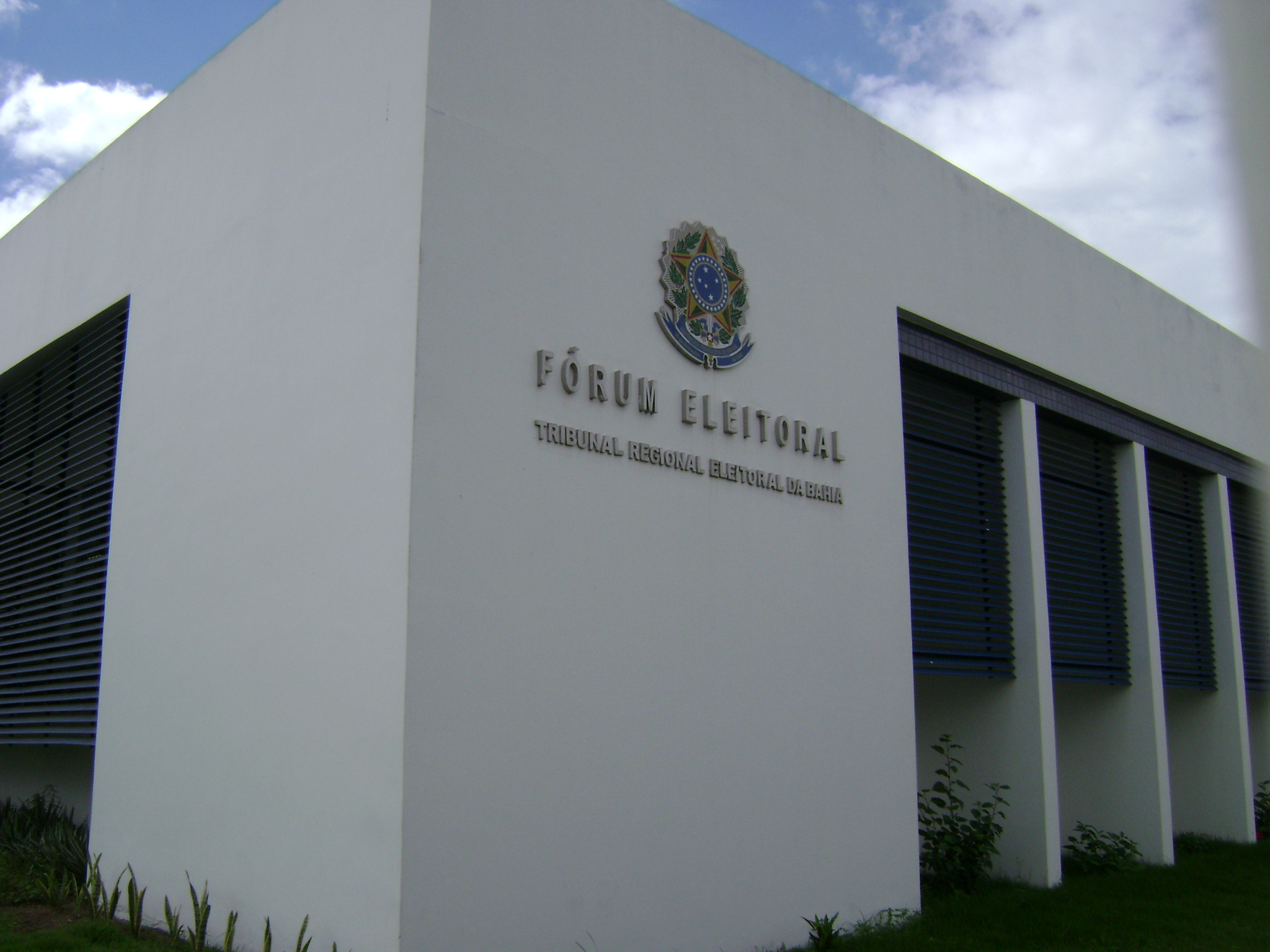
Fórum Eleitoral do Tribunal Regional Eleitoral da Bahia (TRE-BA), em Feira de Santana.

## Direitos políticos

### Voto em trânsito e voto no exterior
O voto em trânsito desde as Eleições gerais no Brasil em 2018 é permitido em casos excepcionais, desde que requerido até 45 dias antes do primeiro turno, e só pode ser requerido para o voto em cidades que ultrapassem 100 mil eleitores, sendo que a partir do requerimento o voto do eleitor em sua zona originária é impedido no turno solicitado. O voto no exterior é possível, e brasileiros cadastrados em dezenas de Embaixadas e Consulados brasileiros votam somente para as eleições presidenciais.
Eventualmente, são realizadas eleições suplementares, municipais ou estaduais, no caso de anulação de mais de 50% dos votos, pela nulidade de alguma candidatura ou algumas candidaturas que ultrapassem essa marca.

### Quem pode ser candidato
No Brasil, os requisitos para ser candidato são:
- Ter nacionalidade brasileira;
- Estar filiado a um partido político há pelo menos 6 meses[32]
- Possuir domicílio eleitoral na região onde concorre o cargo;
- Ter pleno exercício dos direitos políticos;

A idade mínima para concorrer aos cargos são:
- Presidente e vice-presidente: 35 anos completos até a data da posse;
- Governador e vice-governador: 30 anos completos até a data da posse;
- Senador e suplente de senador: 35 anos completos até a data da posse;
- Deputado federal, distrital e estadual: 21 anos completos até a data da posse;
- Prefeito e vice-prefeito: 21 anos completos até a data da posse;
- Vereador: 18 anos completos até a data-limite para o pedido de registro.[33]

### Indígenas podem votar ou serem votados
Todo cidadão brasileiro pode votar, desde que possua registro eleitoral. Como o voto no Brasil é obrigatório, os indígenas são obrigados a votar se tiverem mais de 18 anos — facultativamente se tiverem mais de 16 anos — e forem alfabetizados em língua portuguesa. Porém, se viverem na aldeia e, segundo seus usos e tradições, o povo, coletivamente, decide não votar, esta decisão prevalece sobre a obrigatoriedade da lei brasileira. Isso porque os povos indígenas têm o direito constitucional de viver segundo seus usos, tradições e costumes.
No pleito de 2008, foram registradas mais de 350 candidaturas indígenas em 150 municípios brasileiros, espalhados por 21 Estados da Federação. Cerca de 78 indígenas tomaram posse no início de 2009. A maioria dos eleitos — aproximadamente 70% — concorreram a cargos em municípios de pequeno porte, onde estão localizadas Terras Indígenas, e que contam com menos de 10.000 eleitores.

## Resultados

### 1989
| Candidato(a)                              | Vice                              | 1.º turno 15 de novembro de 1989 | 1.º turno 15 de novembro de 1989 | 2.º turno 17 de dezembro de 1989 | 2.º turno 17 de dezembro de 1989 |
| Candidato(a)                              | Vice                              | Votação                          | Votação                          | Votação                          | Votação                          |
| Candidato(a)                              | Vice                              | Total                            | %                                | Total                            | %                                |
| ----------------------------------------- | --------------------------------- | -------------------------------- | -------------------------------- | -------------------------------- | -------------------------------- |
| Fernando Collor (PRN)                     | Itamar Franco (PRN)               | 20 611 030                       | 30,48%                           | 35 090 206                       | 53,03%                           |
| Luiz Inácio Lula da Silva (PT)            | José Paulo Bisol (PSB)            | 11 622 321                       | 17,19%                           | 31 075 803                       | 46,97%                           |
| Leonel Brizola (PDT)                      | Fernando Lyra (PDT)               | 11 167 665                       | 16,51%                           |                                  |                                  |
| Mário Covas (PSDB)                        | Almir Gabriel (PSDB)              | 7 790 381                        | 11,52%                           |                                  |                                  |
| Paulo Maluf (PDS)                         | Bonifácio de Andrada (PDS)        | 5 986 585                        | 8,85%                            |                                  |                                  |
| Guilherme Afif Domingos (PL)              | Aluísio Pimenta (PDC)             | 3 272 520                        | 4,84%                            |                                  |                                  |
| Ulysses Guimarães (PMDB)                  | Waldir Pires (PMDB)               | 3 204 996                        | 4,74%                            |                                  |                                  |
| Roberto Freire (PCB)                      | Sérgio Arouca (PCB)               | 769 117                          | 1,14%                            |                                  |                                  |
| Aureliano Chaves (PFL)                    | Cláudio Lembo (PFL)               | 600 821                          | 0,89%                            |                                  |                                  |
| Ronaldo Caiado (PSD)                      | Camilo Calazans (PDN)             | 488 893                          | 0,72%                            |                                  |                                  |
| Affonso Camargo Neto (PTB)                | Paiva Muniz (PTB)                 | 379 284                          | 0,56%                            |                                  |                                  |
| Enéas Carneiro (PRONA)                    | Lenine Madeira (PRONA)            | 360 578                          | 0,53%                            |                                  |                                  |
| José Marronzinho (PSP)                    | Reinau Valim (PSP)                | 238 408                          | 0,35%                            |                                  |                                  |
| Paulo Gontijo (PP)                        | Luiz Paulino (PP)                 | 198 710                          | 0,29%                            |                                  |                                  |
| Zamir José Teixeira (PCN)                 | William Pereira da Silva (PCN)    | 187 164                          | 0,28%                            |                                  |                                  |
| Lívia Maria Pio (PN)                      | Ardwin Retto Grünewald (PN)       | 179 925                          | 0,27%                            |                                  |                                  |
| Eudes Oliveira Mattar (PLP)               | Dante Lazzeroni Jr (PLP)          | 162 343                          | 0,24%                            |                                  |                                  |
| Fernando Gabeira (PV)                     | Maurício Lobo Abreu (PV)          | 125 844                          | 0,19%                            |                                  |                                  |
| Celso Brant (PMN)                         | José Natan Emídio Neto (PMN)      | 109 903                          | 0,16%                            |                                  |                                  |
| Antônio dos Santos Pedreira (PPB)         | Orestes Alves (PPB)               | 86 107                           | 0,13%                            |                                  |                                  |
| Manoel Antonio de Oliveira Horta (PDCdoB) | Jorge Coelho de Sá (PDCdoB)       | 83 291                           | 0,12%                            |                                  |                                  |
| Armando Corrêa (PMB)                      | Agostinho Linhares de Souza (PMB) | 0                                | 0,00%                            | Inapto                           | Inapto                           |
| Silvio Santos (PMB)                       | Marcondes Gadelha (PMB)           | 0                                | 0,00%                            | Indeferida                       | Indeferida                       |
| Total de votos válidos                    | Total de votos válidos            | 67 625 886                       | 93,55%                           | 66 166 009                       | 94,17%                           |
| Votos em branco                           | Votos em branco                   | 1 176 367                        | 1,63%                            | 986 460                          | 1,40%                            |
| Votos nulos                               | Votos nulos                       | 3 473 963                        | 4,82%                            | 3 108 232                        | 4,42%                            |
| Total                                     | Total                             | 72 290 216                       | 88,07%                           | 70 260 701                       | 85,61%                           |
| Abstenções                                | Abstenções                        | 9 784 502                        | 11,92%                           | 11 814 017                       | 14,39%                           |
| Eleitores aptos a votar                   | Eleitores aptos a votar           | 82 074 718                       | 55,53%                           | 82 074 718                       | 55,53%                           |
| População nacional estimada               | População nacional estimada       | 147 801 816                      | 100%                             | 147 801 816                      | 100%                             |

| Partido | Partido | Candidato   | Votos      | Votos (%) |
| ------- | ------- | ----------- | ---------- | --------- |
|         | PRN     | Collor      | 20 611 030 | 30,48%    |
|         | PT      | Lula        | 11 622 321 | 17,19%    |
|         | PDT     | Brizola     | 11 167 665 | 16,51%    |
|         | PSDB    | Covas       | 7 790 381  | 11,52%    |
|         | PDS     | Maluf       | 5 986 585  | 8,85%     |
|         | PL      | Afif        | 3 272 520  | 4,84%     |
|         | PMDB    | Ulysses     | 3 204 996  | 4,74%     |
|         | PCB     | Freire      | 769 117    | 1,14%     |
|         | PFL     | Aureliano   | 600 821    | 0,89%     |
|         | PSD     | Caiado      | 488 893    | 0,72%     |
|         | PTB     | Affonso     | 379 284    | 0,56%     |
|         | PRONA   | Enéas       | 360 578    | 0,53%     |
|         | PSP     | Marronzinho | 238 408    | 0,35%     |
|         | PP      | Gontijo     | 198 710    | 0,29%     |
|         | PCN     | Zamir       | 187 164    | 0,28%     |
|         | PN      | Lívia       | 179 925    | 0,27%     |
|         | PLP     | Mattar      | 162 343    | 0,24%     |
|         | PV      | Gabeira     | 125 844    | 0,19%     |
|         | PMN     | Brant       | 109 903    | 0,16%     |
|         | PPB     | Pedreira    | 86 107     | 0,13%     |
|         | PDCdoB  | Horta       | 83 291     | 0,12%     |
|         | PMB     | Corrêa      | 0          | 0%        |
| Totais  | Totais  | Totais      | 67 625 886 |           |

| Partido | Partido | Candidato | Votos      | Votos (%) |
| ------- | ------- | --------- | ---------- | --------- |
|         | PRN     | Collor    | 35 090 206 | 53,03%    |
|         | PT      | Lula      | 31 075 803 | 46,97%    |
| Totais  | Totais  | Totais    | 66 166 009 |           |

### 1994
| Candidato(a)                          | Vice                             | Primeiro turno 3 de outubro de 1994 | Primeiro turno 3 de outubro de 1994 |
| Candidato(a)                          | Vice                             | Votação                             | Votação                             |
| Candidato(a)                          | Vice                             | Total                               | %                                   |
| ------------------------------------- | -------------------------------- | ----------------------------------- | ----------------------------------- |
| Fernando Henrique Cardoso (PSDB)      | Marco Maciel (PFL)               | 34 314 961                          | 54,24%                              |
| Luiz Inácio Lula da Silva (PT)        | Aloizio Mercadante (PT)          | 17 122 127                          | 27,07%                              |
| Enéas Carneiro (PRONA)                | Roberto Gama e Silva (PRONA)     | 4 671 457                           | 7,38%                               |
| Orestes Quércia (PMDB)                | Iris de Araújo (PMDB)            | 2 772 121                           | 4,38%                               |
| Leonel de Moura Brizola (PDT)         | Darcy Ribeiro (PDT)              | 2 015 836                           | 3,19%                               |
| Esperdião Amin Helou Filho (PPR)      | Gardênia Ribeiro Gonçalves (PPR) | 1 739 894                           | 2,75%                               |
| Carlos Antônio Giacomelli Gomes (PRN) | Dílton Carlos Salomoni (PRN)     | 387 738                             | 0,61%                               |
| Hernani Fortuna (PSC)                 | Vítor Jorge Abdala Nósseis (PSC) | 238 197                             | 0,38%                               |
| Total de votos válidos                | Total de votos válidos           | 63 262 331                          | 81,21%                              |
| Votos em branco                       | Votos em branco                  | 7 192 116                           | 9,23%                               |
| Votos nulos                           | Votos nulos                      | 7 444 017                           | 9,56%                               |
| Total                                 | Total                            | 77 898 464                          | 82,23%                              |
| Abstenções                            | Abstenções                       | 16 833 946                          | 17,77%                              |
| Eleitores aptos a votar               | Eleitores aptos a votar          | 94 732 410                          | 59,11%                              |
| População nacional estimada           | População nacional estimada      | 160 260 507                         | 100%                                |

| Partido | Partido | Candidato  | Votos      | Votos (%) |
| ------- | ------- | ---------- | ---------- | --------- |
|         | PSDB    | FHC        | 34 314 961 | 54,24%    |
|         | PT      | Lula       | 17 122 127 | 27,07%    |
|         | PRONA   | Enéas      | 4 671 457  | 7,38%     |
|         | PMDB    | Quércia    | 2 772 121  | 4,38%     |
|         | PDT     | Brizola    | 2 015 836  | 3,19%     |
|         | PPR     | Espiridião | 1 739 894  | 2,75%     |
|         | PRN     | Gomes      | 387 738    | 0,61%     |
|         | PSC     | Hernani    | 238 197    | 0,38%     |
| Totais  | Totais  | Totais     | 63 262 331 |           |

### 1998
| Candidato(a)                     | Vice                            | Primeiro turno 4 de outubro de 1998 | Primeiro turno 4 de outubro de 1998 |
| Candidato(a)                     | Vice                            | Votação                             | Votação                             |
| Candidato(a)                     | Vice                            | Total                               | %                                   |
| -------------------------------- | ------------------------------- | ----------------------------------- | ----------------------------------- |
| Fernando Henrique Cardoso (PSDB) | Marco Maciel (PFL)              | 35 936 540                          | 53,06%                              |
| Luiz Inácio Lula da Silva (PT)   | Leonel Brizola (PDT)            | 21 475 218                          | 31,71%                              |
| Ciro Gomes (PPS)                 | Roberto Freire (PPS)            | 7 426 190                           | 10,97%                              |
| Enéas Carneiro (PRONA)           | Irapuan Teixeira (PRONA)        | 1 447 090                           | 2,14%                               |
| Ivan Frota (PMN)                 | João Ferreira da Silva (PMN)    | 251 337                             | 0,37%                               |
| Alfredo Sirkis (PV)              | Carla Piranda Rabello (PV)      | 212 984                             | 0,31%                               |
| José Maria de Almeida (PSTU)     | José Galvão de Lima (PSTU)      | 202 659                             | 0,30%                               |
| João de Deus (PTdoB)             | Nanci Pilar (PTdoB)             | 198 916                             | 0,29%                               |
| José Maria Eymael (PSDC)         | Jormar Oliveira Alderete (PSDC) | 171 831                             | 0,25%                               |
| Thereza Ruiz (PTN)               | Eduardo Gomes (PTN)             | 166 138                             | 0,25%                               |
| Sérgio Bueno (PSC)               | Ronald Abrahão Azaro (PSC)      | 124 659                             | 0,18%                               |
| Vasco Azevedo Neto (PSN)         | Alexandre José dos Santos (PSN) | 109 003                             | 0,16%                               |
| Total de votos válidos           | Total de votos válidos          | 67 722 565                          | 81,30%                              |
| Votos em branco                  | Votos em branco                 | 6 688 403                           | 8,03%                               |
| Votos nulos                      | Votos nulos                     | 8 886 895                           | 10,67%                              |
| Total                            | Total                           | 83 297 863                          | 78,51%                              |
| Abstenções                       | Abstenções                      | 22 773 983                          | 21,49%                              |
| Total de inscritos               | Total de inscritos              | 106 101 067                         | 62,22%                              |
| População nacional estimada      | População nacional estimada     | 170 516 482                         | 100%                                |

| Partido | Partido | Candidato | Votos      | Votos (%) |
| ------- | ------- | --------- | ---------- | --------- |
|         | PSDB    | FHC       | 35 936 540 | 53,06%    |
|         | PT      | Lula      | 21 475 218 | 31,71%    |
|         | PPS     | Ciro      | 7 426 190  | 10,97%    |
|         | PRONA   | Enéas     | 1 447 090  | 2,14%     |
|         | PMN     | Ivan      | 251 337    | 0,37%     |
|         | PV      | Sirkis    | 212 984    | 0,31%     |
|         | PSTU    | Zé        | 202 659    | 0,3%      |
|         | PTdoB   | João      | 198 916    | 0,29%     |
|         | PSDC    | Eymael    | 171 831    | 0,25%     |
|         | PTN     | Thereza   | 166 138    | 0,25%     |
|         | PSC     | Bueno     | 124 659    | 0,18%     |
|         | PSN     | Azevedo   | 109 003    | 0,16%     |
| Totais  | Totais  | Totais    | 67 722 565 |           |

### 2002
| Candidato(a)                   | Vice                          | Votação Fonte: TSE            | Votação Fonte: TSE            | Votação Fonte: TSE             | Votação Fonte: TSE             |
| Candidato(a)                   | Vice                          | 1º turno 6 de outubro de 2002 | 1º turno 6 de outubro de 2002 | 2º turno 27 de outubro de 2002 | 2º turno 27 de outubro de 2002 |
| Candidato(a)                   | Vice                          | Total                         | Percentagem                   | Total                          | Percentagem                    |
| ------------------------------ | ----------------------------- | ----------------------------- | ----------------------------- | ------------------------------ | ------------------------------ |
| Luiz Inácio Lula da Silva (PT) | José Alencar (PL)             | 39 455 233                    | 46,44%                        | 52 793 364                     | 61,27%                         |
| José Serra (PSDB)              | Rita Camata (PMDB)            | 19 705 445                    | 23,19%                        | 33 370 739                     | 38,72%                         |
| Anthony Garotinho (PSB)        | José Antonio Figueiredo (PSB) | 15 180 097                    | 17,86%                        |                                |                                |
| Ciro Gomes (PPS)               | Paulinho da Força (PTB)       | 10 170 882                    | 11,97%                        |                                |                                |
| José Maria de Almeida (PSTU)   | Dayse Oliveira (PSTU)         | 402 236                       | 0,47%                         |                                |                                |
| Rui Costa Pimenta (PCO)        | Pedro Paulo de Abreu (PCO)    | 38 619                        | 0,04%                         |                                |                                |
| Total de votos válidos         | Total de votos válidos        | 84 952 512                    | 89,61%                        | 86 164 103                     | 94,00%                         |
| Votos em branco                | Votos em branco               | 2 873 720                     | 3,03%                         | 1 727 760                      | 1,89%                          |
| Votos nulos                    | Votos nulos                   | 6 976 107                     | 7,36%                         | 3 772 138                      | 4,11%                          |
| Total                          | Total                         | 94 804 126                    | 82,26%                        | 91 664 259                     | 79,53%                         |
| Abstenções                     | Abstenções                    | 20 449 987                    | 17,74%                        | 23 589 188                     | 20,47%                         |
| Total de inscritos             | Total de inscritos            | 115 254 113                   | 63,66%                        | 115 254 113                    | 63,66%                         |
| População nacional estimada    | População nacional estimada   | 181 045 591                   | 100%                          | 181 045 591                    | 100%                           |

| Partido | Partido | Candidato | Votos      | Votos (%) |
| ------- | ------- | --------- | ---------- | --------- |
|         | PT      | Lula      | 39 455 233 | 46,44%    |
|         | PSDB    | Serra     | 19 705 445 | 23,2%     |
|         | PSB     | Garotinho | 15 180 097 | 17,87%    |
|         | PPS     | Ciro      | 10 170 882 | 11,97%    |
|         | PSTU    | Zé        | 402 236    | 0,47%     |
|         | PCO     | Rui       | 38 619     | 0,05%     |
| Totais  | Totais  | Totais    | 84 952 512 |           |

| Partido | Partido | Candidato | Votos      | Votos (%) |
| ------- | ------- | --------- | ---------- | --------- |
|         | PT      | Lula      | 52 793 364 | 61,27%    |
|         | PSDB    | Serra     | 33 370 739 | 38,73%    |
| Totais  | Totais  | Totais    | 86 164 103 |           |

### 2006
| Candidato(a)                   | Vice                            | 1º turno 1 de outubro de 2006 | 1º turno 1 de outubro de 2006 | 2º turno 29 de outubro de 2006 | 2º turno 29 de outubro de 2006 |
| Candidato(a)                   | Vice                            | Votação Fonte: TSE            | Votação Fonte: TSE            | Votação Fonte: TSE             | Votação Fonte: TSE             |
| Candidato(a)                   | Vice                            | Total                         | Percentagem                   | Total                          | Percentagem                    |
| ------------------------------ | ------------------------------- | ----------------------------- | ----------------------------- | ------------------------------ | ------------------------------ |
| Luiz Inácio Lula da Silva (PT) | José Alencar (PRB)              | 46 662 365                    | 48,61%                        | 58 295 042                     | 60,83%                         |
| Geraldo Alckmin (PSDB)         | José Jorge (PFL)                | 39 968 369                    | 41,64%                        | 37 543 178                     | 39,17%                         |
| Heloísa Helena (PSOL)          | César Benjamin (PSOL)           | 6 575 393                     | 6,85%                         |                                |                                |
| Cristovam Buarque (PDT)        | Jefferson Péres (PDT)           | 2 538 844                     | 2,64%                         |                                |                                |
| Ana Maria Rangel (PRP)         | Delma Gama e Narcini (PRP)      | 126 404                       | 0,13%                         |                                |                                |
| José Maria Eymael (PSDC)       | José Paulo da Silva Neto (PSDC) | 63 294                        | 0,07%                         |                                |                                |
| Luciano Bivar (PSL)            | Américo de Souza (PSL)          | 62 064                        | 0,06%                         |                                |                                |
| Rui Costa Pimenta (PCO)        | Pedro Paulo Pinheiro (PCO)      | 0                             | 0,00%                         |                                |                                |
| Total de votos válidos         | Total de votos válidos          | 95 996 733                    | 91,58%                        | 95 838 220                     | 93,96%                         |
| Votos em branco                | Votos em branco                 | 2 866 205                     | 2,73%                         | 1 351 448                      | 1,33%                          |
| Votos nulos                    | Votos nulos                     | 5 957 521                     | 5,68%                         | 4 808 553                      | 4,71%                          |
| Total                          | Total                           | 104 820 459                   | 83,25%                        | 101 998 221                    | 81,01%                         |
| Abstenções                     | Abstenções                      | 21 092 675                    | 16,75%                        | 23 914 714                     | 18,99%                         |
| Total de inscritos             | Total de inscritos              | 125 913 134                   | 66,02%                        | 125 912 935                    | 66,02%                         |
| População nacional estimada    | População nacional estimada     | 190 698 241                   | 100%                          | 190 698 241                    | 100%                           |

| Partido | Partido | Candidato | Votos      | Votos (%) |
| ------- | ------- | --------- | ---------- | --------- |
|         | PT      | Lula      | 46 662 365 | 48,61%    |
|         | PSDB    | Alckmin   | 39 968 369 | 41,64%    |
|         | PSOL    | Helena    | 6 575 393  | 6,85%     |
|         | PDT     | Buarque   | 2 538 844  | 2,64%     |
|         | PRP     | Ana       | 126 404    | 0,13%     |
|         | PSDC    | Eymael    | 63 294     | 0,07%     |
|         | PSL     | Bivar     | 62 064     | 0,06%     |
|         | PCO     | Rui       | 0          | 0%        |
| Totais  | Totais  | Totais    | 95 996 733 |           |

| Partido | Partido | Candidato | Votos      | Votos (%) |
| ------- | ------- | --------- | ---------- | --------- |
|         | PT      | Lula      | 58 295 042 | 60,83%    |
|         | PSDB    | Alckmin   | 37 543 178 | 39,17%    |
| Totais  | Totais  | Totais    | 95 838 220 |           |

### 2010
| Candidato(a)                                            | Vice                                                    | 1º turno 3 de outubro de 2010 | 1º turno 3 de outubro de 2010 | 2º turno 31 de outubro de 2010 | 2º turno 31 de outubro de 2010 |
| Candidato(a)                                            | Vice                                                    | Votação Fonte: TSE            | Votação Fonte: TSE            | Votação Fonte: TSE             | Votação Fonte: TSE             |
| Candidato(a)                                            | Vice                                                    | Total                         | Porcentagem                   | Total                          | Porcentagem                    |
| ------------------------------------------------------- | ------------------------------------------------------- | ----------------------------- | ----------------------------- | ------------------------------ | ------------------------------ |
| Dilma Rousseff (PT)                                     | Michel Temer (PMDB)                                     | 47 651 434                    | 46,91%                        | 55 752 529                     | 56,05%                         |
| José Serra (PSDB)                                       | Indio da Costa (DEM)                                    | 33 132 283                    | 32,61%                        | 43 711 388                     | 43,95%                         |
| Marina Silva (PV)                                       | Guilherme Leal (PV)                                     | 19 636 359                    | 19,33%                        |                                |                                |
| Plínio de Arruda Sampaio (PSOL)                         | Hamilton Assis (PSOL)                                   | 886 816                       | 0,87%                         |                                |                                |
| José Maria Eymael (PSDC)                                | José Paulo da Silva Neto (PSDC)                         | 89 350                        | 0,09%                         |                                |                                |
| José Maria de Almeida (PSTU)                            | Cláudia Durans (PSTU)                                   | 84 609                        | 0,08%                         |                                |                                |
| Levy Fidélix (PRTB)                                     | Luiz Eduardo Ayres Duarte (PRTB)                        | 57 960                        | 0,06%                         |                                |                                |
| Ivan Pinheiro (PCB)                                     | Edmilson Costa (PCB)                                    | 39 136                        | 0,04%                         |                                |                                |
| Rui Costa Pimenta (PCO)                                 | Edson Dorta Silva (PCO)                                 | 12 206                        | 0,01%                         |                                |                                |
| Total de votos válidos                                  | Total de votos válidos                                  | 101 590 153                   | 91,36%                        | 99 463 917                     | 93,30%                         |
| → Votos em branco                                       | → Votos em branco                                       | 3 479 340                     | 3,13%                         | 2 452 597                      | 2,30%                          |
| → Votos nulos                                           | → Votos nulos                                           | 6 124 254                     | 5,51%                         | 4 689 428                      | 4,40%                          |
| Total                                                   | Total                                                   | 111 193 747                   | 81,88%                        | 106 606 214                    | 78,50%                         |
| Abstenções                                              | Abstenções                                              | 24 610 296                    | 18,12%                        | 29 197 152                     | 21,50%                         |
| Total de inscritos                                      | Total de inscritos                                      | 135 804 433                   | 100,00%                       | 135 804 433                    | 100,00%                        |
| Relação da população nacional ao total de votos válidos | Relação da população nacional ao total de votos válidos | 198 614 207                   | ~51,14%                       | 198 614 207                    | ~50,07%                        |
| Relação da população nacional ao total de inscritos     | Relação da população nacional ao total de inscritos     | 198 614 207                   | ~68,37%                       | 198 614 207                    | ~68,37%                        |

| Partido | Partido | Candidato | Votos       | Votos (%) |
| ------- | ------- | --------- | ----------- | --------- |
|         | PT      | Dilma     | 47 651 434  | 46,91%    |
|         | PSDB    | Serra     | 33 132 283  | 32,61%    |
|         | PV      | Marina    | 19 636 359  | 19,33%    |
|         | PSOL    | Plínio    | 886 816     | 0,87%     |
|         | PSDC    | Eymael    | 89 350      | 0,09%     |
|         | PSTU    | José      | 84 609      | 0,08%     |
|         | PRTB    | Fidelix   | 57 960      | 0,06%     |
|         | PCB     | Ivan      | 39 136      | 0,04%     |
|         | PCO     | Rui       | 12 206      | 0,01%     |
| Totais  | Totais  | Totais    | 101 590 153 |           |

| Partido | Partido | Candidato | Votos      | Votos (%) |
| ------- | ------- | --------- | ---------- | --------- |
|         | PT      | Dilma     | 55 752 529 | 56,05%    |
|         | PSDB    | Serra     | 43 711 388 | 43,95%    |
| Totais  | Totais  | Totais    | 99 463 917 |           |

### 2014
| Candidato(a)                 | Vice                          | 1º turno 5 de outubro de 2014 | 1º turno 5 de outubro de 2014 | 2º turno 26 de outubro de 2014 | 2º turno 26 de outubro de 2014 |
| Candidato(a)                 | Vice                          | Votação Fonte: TSE            | Votação Fonte: TSE            | Votação Fonte: TSE             | Votação Fonte: TSE             |
| Candidato(a)                 | Vice                          | Total                         | Porcentagem                   | Total                          | Porcentagem                    |
| ---------------------------- | ----------------------------- | ----------------------------- | ----------------------------- | ------------------------------ | ------------------------------ |
| Dilma Rousseff (PT)          | Michel Temer (PMDB)           | 43 267 668                    | 41,59%                        | 54 501 118                     | 51,64%                         |
| Aécio Neves (PSDB)           | Aloysio Nunes (PSDB)          | 34 897 211                    | 33,55%                        | 51 041 155                     | 48,36%                         |
| Marina Silva (PSB)           | Beto Albuquerque (PSB)        | 22 176 619                    | 21,32%                        |                                |                                |
| Luciana Genro (PSOL)         | Jorge Paz (PSOL)              | 1 612 186                     | 1,55%                         |                                |                                |
| Pastor Everaldo (PSC)        | Leonardo Gadelha (PSC)        | 780 513                       | 0,75%                         |                                |                                |
| Eduardo Jorge (PV)           | Célia Sacramento (PV)         | 630 099                       | 0,61%                         |                                |                                |
| Levy Fidélix (PRTB)          | José Alves de Oliveira (PRTB) | 446 878                       | 0,43%                         |                                |                                |
| José Maria de Almeida (PSTU) | Cláudia Durans (PSTU)         | 91 209                        | 0,09%                         |                                |                                |
| José Maria Eymael (PSDC)     | Roberto Lopes (PSDC)          | 61 250                        | 0,06%                         |                                |                                |
| Mauro Iasi (PCB)             | Sofia Manzano (PCB)           | 47 845                        | 0,05%                         |                                |                                |
| Rui Costa Pimenta (PCO)      | Ricardo Machado (PCO)         | 12 324                        | 0,01%                         |                                |                                |
| Total de votos válidos       | Total de votos válidos        | 104 023 543                   | 90,36%                        | 105 542 273                    | 93,66%                         |
| → Votos em branco            | → Votos em branco             | 4 420 488                     | 3,84%                         | 1 921 819                      | 1,71%                          |
| → Votos nulos                | → Votos nulos                 | 6 678 580                     | 5,80%                         | 5 219 787                      | 4,63%                          |
| Total                        | Total                         | 115 122 612                   | 80,61%                        | 112 683 879                    | 78,90%                         |
| Abstenções                   | Abstenções                    | 27 699 435                    | 19,39%                        | 30 137 479                     | 21,10%                         |
| Total de inscritos           | Total de inscritos            | 142 822 046                   | 100,00%                       | 142 822 046                    | 100,00%                        |

| Partido | Partido | Candidato | Votos       | Votos (%) |
| ------- | ------- | --------- | ----------- | --------- |
|         | PT      | Dilma     | 43 267 668  | 41,59%    |
|         | PSDB    | Aécio     | 34 897 211  | 33,55%    |
|         | PSB     | Marina    | 22 176 619  | 21,32%    |
|         | PSOL    | Luciana   | 1 612 186   | 1,55%     |
|         | PSC     | Everaldo  | 780 513     | 0,75%     |
|         | PV      | Eduardo   | 630 099     | 0,61%     |
|         | PRTB    | Fidelix   | 446 878     | 0,43%     |
|         | PSTU    | José      | 91 209      | 0,09%     |
|         | PSDC    | Eymael    | 61 250      | 0,06%     |
|         | PCB     | Mauro     | 47 845      | 0,05%     |
|         | PCO     | Rui       | 12 324      | 0,01%     |
| Totais  | Totais  | Totais    | 104 023 802 |           |

| Partido | Partido | Candidato | Votos       | Votos (%) |
| ------- | ------- | --------- | ----------- | --------- |
|         | PT      | Dilma     | 54 501 118  | 51,64%    |
|         | PSDB    | Aécio     | 51 041 155  | 48,36%    |
| Totais  | Totais  | Totais    | 105 542 273 |           |

### 2018
| Candidato(a)             | Vice                          | 1º turno 7 de outubro de 2018 | 1º turno 7 de outubro de 2018 | 2º turno 28 de outubro de 2018 | 2º turno 28 de outubro de 2018 |
| Candidato(a)             | Vice                          | Votação Fonte: TSE            | Votação Fonte: TSE            | Votação Fonte: TSE             | Votação Fonte: TSE             |
| Candidato(a)             | Vice                          | Total                         | Porcentagem                   | Total                          | Porcentagem                    |
| ------------------------ | ----------------------------- | ----------------------------- | ----------------------------- | ------------------------------ | ------------------------------ |
| Jair Bolsonaro (PSL)     | Hamilton Mourão (PRTB)        | 49 277 010                    | 46,03%                        | 57 797 847                     | 55,13%                         |
| Fernando Haddad (PT)     | Manuela d'Ávila (PCdoB)       | 31 342 051                    | 29,28%                        | 47 040 906                     | 44,87%                         |
| Ciro Gomes (PDT)         | Kátia Abreu (PDT)             | 13 344 371                    | 12,47%                        |                                |                                |
| Geraldo Alckmin (PSDB)   | Ana Amélia Lemos (PP)         | 5 096 350                     | 4,76%                         |                                |                                |
| João Amoêdo (NOVO)       | Christian Lohbauer (NOVO)     | 2 679 745                     | 2,50%                         |                                |                                |
| Cabo Daciolo (PATRIOTA)  | Suelen Balduino (PATRIOTA)    | 1 348 323                     | 1,26%                         |                                |                                |
| Henrique Meirelles (MDB) | Germano Rigotto (MDB)         | 1 288 950                     | 1,20%                         |                                |                                |
| Marina Silva (REDE)      | Eduardo Jorge (REDE)          | 1 069 578                     | 1,00%                         |                                |                                |
| Álvaro Dias (PODEMOS)    | Paulo Rabello de Castro (PSC) | 859 601                       | 0,80%                         |                                |                                |
| Guilherme Boulos (PSOL)  | Sônia Guajajara (PSOL)        | 617 122                       | 0,58%                         |                                |                                |
| Vera Lúcia (PSTU)        | Hertz Dias (PSTU)             | 55 762                        | 0,05%                         |                                |                                |
| José Maria Eymael (DC)   | Hélvio Costa(DC)              | 41 710                        | 0,04%                         |                                |                                |
| João Goulart Filho (PPL) | Léo Alves(PPL)                | 30 176                        | 0,03%                         |                                |                                |
| Total de votos válidos   | Total de votos válidos        | 107 050 749                   | 91,21%                        | 104 838 753                    | 90,43%                         |
| → Votos em branco        | → Votos em branco             | 3 106 937                     | 2,65%                         | 2 486 593                      | 2,14%                          |
| → Votos nulos            | → Votos nulos                 | 7 206 222                     | 6,14%                         | 8 608 105                      | 7,43%                          |
| Total                    | Total                         | 117 364 654                   | 79,67%                        | 115 933 451                    | 78,70%                         |
| Abstenções               | Abstenções                    | 29 941 171                    | 20,33%                        | 31 371 704                     | 21,30%                         |

| Partido | Partido  | Candidato | Votos       | Votos (%) |
| ------- | -------- | --------- | ----------- | --------- |
|         | PSL      | Bolsonaro | 49 277 010  | 46,03%    |
|         | PT       | Haddad    | 31 342 051  | 29,28%    |
|         | PDT      | Ciro      | 13 344 371  | 12,47%    |
|         | PSDB     | Alckmin   | 5 096 350   | 4,76%     |
|         | NOVO     | Amoêdo    | 2 679 745   | 2,5%      |
|         | PATRIOTA | Daciolo   | 1 348 323   | 1,26%     |
|         | MDB      | Meirelles | 1 288 950   | 1,2%      |
|         | REDE     | Marina    | 1 069 578   | 1%        |
|         | PODEMOS  | Álvaro    | 859 601     | 0,8%      |
|         | PSOL     | Boulos    | 617 122     | 0,58%     |
|         | PSTU     | Vera      | 55 762      | 0,05%     |
|         | DC       | Eymael    | 41 710      | 0,04%     |
|         | PPL      | João      | 30 176      | 0,03%     |
| Totais  | Totais   | Totais    | 107 050 749 |           |

| Partido | Partido | Candidato | Votos       | Votos (%) |
| ------- | ------- | --------- | ----------- | --------- |
|         | PSL     | Bolsonaro | 57 797 847  | 55,13%    |
|         | PT      | Haddad    | 47 040 906  | 44,87%    |
| Totais  | Totais  | Totais    | 104 838 753 |           |

### 2022
| Candidato(a)             | Vice                   | 1º turno 2 de outubro de 2022 | 1º turno 2 de outubro de 2022 | 2º turno 30 de outubro de 2022 | 2º turno 30 de outubro de 2022 |
| Candidato(a)             | Vice                   | Votação Fonte: TSE            | Votação Fonte: TSE            | Votação Fonte: TSE             | Votação Fonte: TSE             |
| Candidato(a)             | Vice                   | Total                         | Porcentagem                   | Total                          | Porcentagem                    |
| ------------------------ | ---------------------- | ----------------------------- | ----------------------------- | ------------------------------ | ------------------------------ |
| Lula (PT)                | Geraldo Alckmin (PSB)  | 57 259 405                    | 48,43%                        | 60 345 999                     | 50,90%                         |
| Jair Bolsonaro (PL)      | Braga Neto (PL)        | 51 072 234                    | 43,20%                        | 58 206 354                     | 49,10%                         |
| Simone Tebet (MDB)       | Mara Gabrili (PSDB)    | 4 915 420                     | 4,16%                         |                                |                                |
| Ciro Gomes (PDT)         | Ana Paula Matos (PDT)  | 3 599 285                     | 3,04%                         |                                |                                |
| Soraya Thronicke (UNIÃO) | Marcos Cintra (UNIÃO)  | 600 953                       | 0,51%                         |                                |                                |
| Felipe d'Avila (NOVO)    | Tiago Mitraud (NOVO)   | 559 708                       | 0,47%                         |                                |                                |
| Padre Kelmon (PTB)       | Pastor Gamonal (PTB)   | 81 129                        | 0,07%                         |                                |                                |
| Léo Péricles (UP)        | Samara Martins (UP)    | 53 519                        | 0,05%                         |                                |                                |
| Sofia Manzano (PCB)      | Antonio Alves (PCB)    | 45 620                        | 0,04%                         |                                |                                |
| Vera (PSTU)              | Raquel Tremembé (PSTU) | 25 625                        | 0,02%                         |                                |                                |
| Constituinte Eymael (DC) | Professor Bravo (DC)   | 16 604                        | 0,01%                         |                                |                                |
| Total de votos válidos   | Total de votos válidos | 118 229 502                   | 95,59%                        | 118 552 353                    | 95,41%                         |
| → Votos em branco        | → Votos em branco      | 1 964 777                     | 1,59%                         | 1 769 678                      | 1,43%                          |
| → Votos nulos            | → Votos nulos          | 3 487 873                     | 2,82%                         | 3 930 765                      | 3,16%                          |
| Total                    | Total                  | 123 682 152                   | 79,05%                        | 124 252 796                    | 79,41%                         |
| Abstenções               | Abstenções             | 32 770 841                    | 20,95%                        | 32 200 558                     | 20,59%                         |

| Partido | Partido | Candidato | Votos       | Votos (%) |
| ------- | ------- | --------- | ----------- | --------- |
|         | PT      | Lula      | 57 259 405  | 48,43%    |
|         | PL      | Bolsonaro | 51 072 234  | 43,2%     |
|         | MDB     | Tebet     | 4 915 420   | 4,16%     |
|         | PDT     | Ciro      | 3 599 285   | 3,04%     |
|         | UNIÃO   | Soraya    | 600 953     | 0,51%     |
|         | NOVO    | D'Avila   | 559 708     | 0,47%     |
|         | PTB     | Kelmon    | 81 129      | 0,07%     |
|         | UP      | Léo       | 53 519      | 0,05%     |
|         | PCB     | Manzano   | 45 620      | 0,04%     |
|         | PSTU    | Vera      | 25 625      | 0,02%     |
|         | DC      | Eymael    | 16 604      | 0,01%     |
| Totais  | Totais  | Totais    | 118 229 502 |           |

| Partido | Partido | Candidato | Votos       | Votos (%) |
| ------- | ------- | --------- | ----------- | --------- |
|         | PT      | Lula      | 60 345 999  | 50,9%     |
|         | PL      | Bolsonaro | 58 206 354  | 49,1%     |
| Totais  | Totais  | Totais    | 118 552 353 |           |